# Оберхюниген
Оберхюниген (нем. Oberhünigen) — коммуна в Швейцарии, в кантоне Берн.
Входит в состав округа Конольфинген. Население составляет 331 человек (на 31 декабря 2006 года). Официальный код — 0629.